# Żerków
Żerków (deutsch Zerkow, 1943–1945 Bergstadt (Kr. Jarotschin), mittelalterlich Sirkowe) ist eine Stadt im Powiat Jarociński der Woiwodschaft Großpolen in Polen. Sie ist Sitz der gleichnamigen Stadt-und-Land-Gemeinde mit etwa 10.250 Einwohnern.

## Geschichte
Die Stadt Zerkow wurde vor 1400 gegründet. Durch die zweite polnische Teilung fiel Zerkow 1793 an Preußen und gehörte von 1815 bis 1920 zur Provinz Posen. 1905 zählte Zerkow 1631 Einwohner.
Durch den Versailler Vertrag gelangte Zerkow 1920 an Polen.

## Gemeinde
Zur Stadt-und-Land-Gemeinde (gmina miejsko-wiejska) Żerków gehören die Stadt selbst und eine Reihe von Dörfern mit Schulzenämtern.

## Verkehr
Żerków hat einen Bahnhof an der nur noch im Güterverkehr betriebenen Bahnstrecke Jarocin–Gniezno.

## Persönlichkeiten
- Julius Fürst (1805–1873), Orientalist und Hochschullehrer
- Albert Adamkiewicz (1850–1921), Arzt
- Jakob Steinhardt (1887–1968), expressionistischer Maler und Grafiker